# Mixaderus aflictus
Mixaderus aflictus là một loài bọ cánh cứng trong họ Aderidae. Loài này được Escalera miêu tả khoa học năm 1922.